# Produttore discografico

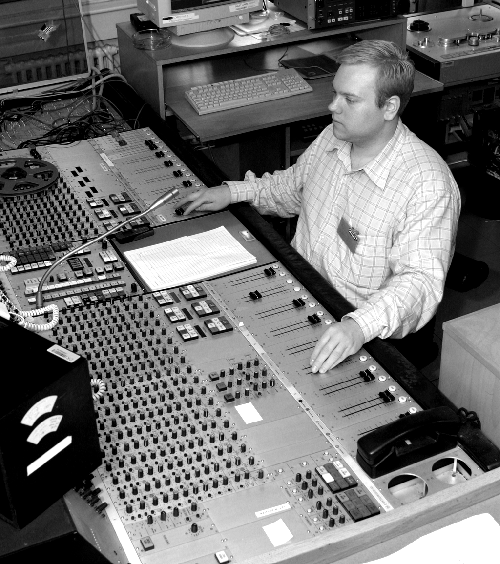
Una sessione di registrazione in Danimarca

Nell'industria musicale, un produttore discografico è una persona che nel corso della produzione di un disco ricopre diversi ruoli, tra i quali figurano la supervisione delle sessioni in studio di registrazione, la preparazione e la guida dei musicisti e la supervisione dei processi di mixaggio e mastering. Oltre a questo ruolo tecnico, nel corso del XX secolo i produttori discografici hanno assunto un crescente ruolo imprenditoriale.

## Definizione giuridica in Italia del produttore di fonogrammi
Per quanto riguarda il sistema legislativo italiano, la Legge 22 aprile 1941, n. 633, articolo 78, in materia di "Protezione del diritto d'autore e di altri diritti connessi al suo esercizio." definisce il produttore di fonogrammi come la persona fisica o giuridica che assume l'iniziativa e la responsabilità della prima fissazione dei suoni provenienti da una interpretazione o esecuzione o di altri suoni o di rappresentazioni di suoni, il quale conserva taluni diritti esclusivi di utilizzazione sui fonogrammi, come regolato dagli articoli 72-78. Nello specifico:
- Articolo 72: il produttore di fonogrammi ha il diritto di autorizzare la riproduzione diretta o indiretta, temporanea o permanente, dei suoi fonogrammi in qualunque modo o forma, in tutto o in parte e con qualsiasi processo di duplicazione. Inoltre, egli possiede il diritto di distribuzione degli esemplari dei suoi fonogrammi, il diritto di autorizzare noleggio, prestiti e la messa a disposizione del pubblico interattiva.[1]
- Articolo 73 e 73-bis: il produttore di fonogrammi, assieme agli artisti interpreti ed esecutori delle registrazioni, hanno diritto ad un compenso per l'utilizzazione a scopo di lucro dei fonogrammi tramite la cinematografia, la diffusione radiofonica o televisiva.[2] Inoltre, essi hanno diritto ad un equo compenso anche quando l'utilizzazione è effettuata a scopo non di lucro.[3]
- Articolo 74: il produttore ha il diritto di opporsi ad un'utilizzazione del fonogramma che reca danno ai propri interessi industriali.[4]
- Articolo 75: la durata dei diritti connessi è di 50 anni dalla fissazione del fonogramma. Tuttavia, se esso viene pubblicato durante tale intervallo temporale, i diritti hanno una durata di 70 anni dopo la data della prima pubblicazione.[5]

## Primi produttori discografici
Durante gli anni 1880, Fred Gaisberg avviò il primo studio di registrazione approntando una prima approssimazione di produzione delle cantanti d'opera. Tuttavia solo nella prima metà del XX secolo, il ruolo di produttore discografico divenne comparabile al produttore cinematografico, in questo lavoro il produttore iniziò ad organizzare e supervisionare le sessioni di registrazione, pagando tecnici, musicisti e arrangiatori, ed alle volte scegliendo il materiale per l'artista prodotto.
Durante gli anni 1950 questo ruolo fu sostenuto dai cosiddetti A&R (artist and repertoire) director, di cui uno dei più importanti fu sicuramente il musicista e compositore Mitch Miller presso la Columbia Records. Fino agli anni 1960 la maggior parte degli A&R director erano a libro paga delle etichette discografiche, e la maggior parte delle registrazioni venivano effettuate in studi di proprietà di tali etichette, come i famosi Abbey Road Studios a Londra, di proprietà della EMI.
Verso la metà degli anni cinquanta, emerse una nuova figura, ovvero il produttore discografico indipendente. Tra i primi a rappresentare questa figura vi furono i famosi autori Leiber e Stoller, il creatore di "Wall of Sound" Phil Spector ed il pioniere inglese Joe Meek. I nastri magnetici consentirono agli studi di registrazione indipendenti di aprire i battenti in grandi centri come Londra, Los Angeles, New York. Diversamente dalle vecchie e grandi etichette che erano in pratica dei circoli chiusi, i nuovi studi potevano essere utilizzati da chiunque fosse desideroso di registrare le proprie performance.
I più grandi e meglio dotati studi di registrazione operano sotto il comando di uno o più recording engineers (ingegnere di registrazione, ingegnere del suono), che lavora per creare le migliori condizioni di registrazione, e possiedono solitamente tecnologie di avanguardia e microfoni di qualità elevata, così come amplificatori elettronici e strumenti elettronici. Studi al "top" come l'Olympic Studios a Londra o lo United Western Recorders ed il Musart a Los Angeles sono rapidamente diventati tra i più ricercati studi del mondo, vere e proprie industrie da cui sono usciti molti dei brani di maggiore successo dell'ultima parte del XX secolo.

## Evoluzione nel ruolo di produttore discografico
Prima degli anni cinquanta, i vari passi di realizzazione e commercializzazione dei prodotti discografici venivano realizzati da differenti figure professionali. l'A&R manager cercava e segnava sotto l'etichetta i potenziali artisti, i parolieri realizzavano nuovo materiale, gli agenti pubblicitari vendevano i pezzi mentre lo staff di ingegneri preparava il materiale e realizzava concretamente il brano in studi di proprietà delle etichette.
Con l'avvento degli studi indipendenti, gli intraprendenti produttori della nuova generazione furono capaci di creare ed occupare una nuova fetta di mercato nell'industria, con un nuovo ruolo di maggiore complessità nel processo musicale. Questo sviluppo nella musica fu speculare ad un medesimo processo in atto nella televisione, con la realizzazione dei videotape e il conseguente emergere di produzioni TV indipendenti come Desilu, che lanciò la stella di Lucille Ball e suo marito Desi Arnaz.
Questi produttori ora hanno un ruolo sempre maggiore all'interno del processo di produzione discografica, accentrando su loro stessi molti dei compiti come la selezione e l'arrangiamento dei brani, la supervisione delle sessioni e spesso l'ingegneria del suono, e non raramente la stessa scrittura dei brani. I produttori indipendenti e le loro compagnie hanno rapidamente guadagnato interesse nella musica pop, diventando presto i principali intermediari tra gli artisti e le etichette discografiche, segnando nuovi artisti sotto contratto, producendo dischi e licenziando prodotti finiti alle label che si devono occupare solo di stampa, promozione e distribuzione. Il classico esempio di questa transizione è il rinomato produttore britannico George Martin, che ha lavorato in staff e come A&R manager alla EMI per diversi anni, prima di lasciare la major e intraprendere una fortunata carriera indipendente.
Capendo di avere a disposizione il potenziale per la creazione di dischi che rappresentavano in tutto la loro visione musicale, diversi artisti hanno iniziato a realizzare dischi propri, tra i quali Trent Reznor, Nile Rodgers, Jeff Lynne, Brian Wilson e Brian Eno.
Alcuni produttori sono poi diventati de facto artisti musicali solisti, spesso creando dischi con anonimi musicisti di studio e realizzando il prodotto con uno pseudonimo. Esempi di questo fenomeno includono i dischi del gruppo The Archies e Josie & The Pussycats, prodotti da Don Kirshner e Danny Jansen rispettivamente, messi sotto contratto da compagnie di produzioni TV per realizzare questi dischi e promuovere l'omonima serie di disegni animati per bambini. Similarmente, Jeff Barry e Andy Kim registrarono come The Archies.

## Importanza crescente ed il beatmaking

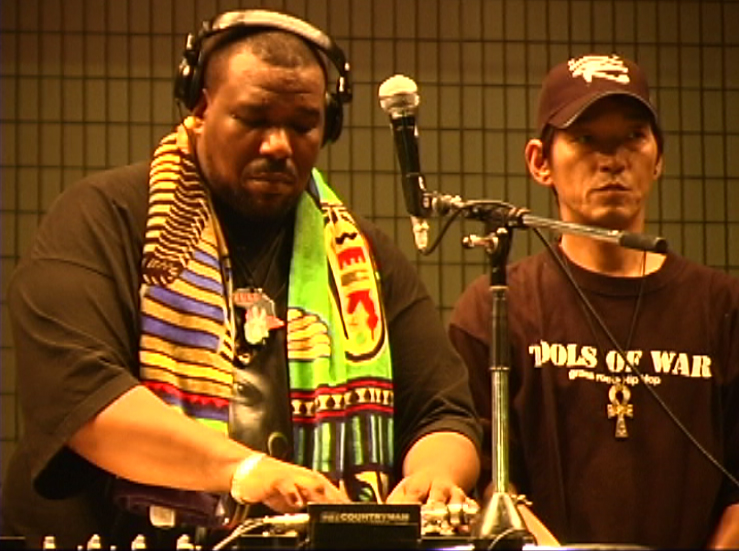
Afrika Bambaataa, uno dei padri dell'hip hop e pioniere della produzione discografica di questo genere

Come risultato di questi cambiamenti, i produttori hanno iniziato ad avere forte influenza, non come carriere individuali, ma in generale sul corso della musica pop contemporanea. Importanti figure di produttori che si sono succedute negli anni sono quelle di: Don Kirshner (The Monkees), Conan Middleton (Warrior), Mickie Most, Tony Visconti (David Bowie, T. Rex), Stephen Street (The Smiths, Blur, The Cranberries), produttori australiani come Ted Albert (The Easybeats) e più recentemente i produttori americani Rick Rubin (Metallica, Beastie Boys, Red Hot Chili Peppers, Rage Against the Machine, Johnny Cash, System of a Down, Slayer, Linkin Park) Nigel Godrich (Radiohead, Beck, Travis, Air) ed i pezzi da 90 dell'hip-hop Tupac, Dr. Dre, Scott Storch, Timbaland (N.W.A., Eazy-E, Snoop Dogg, Eminem, 50 Cent, The Game, Missy Elliott, Justin Timberlake, Ginuwine, Jay-Z) e The Neptunes (Snoop Dogg, Eminem, 50 Cent, The Game, Missy Elliott, Justin Timberlake, Jay-Z, Madonna, Redfoo, Maroon 5, No Doubt, Kanye West) e lo stesso Kanye West (Jay Z, The Game, Kid Cudi, Alicia Keys, John Legend, Travis Scott, Drake, Pusha T, Big Sean, Playboi Carti)
La coincidenza del lavoro di realizzazione delle tracce e il ruolo dei DJ nell'hip hop, dopo che questa musica a fine anni settanta iniziò a trovare spazio sui dischi, portò alla creazione della figura di Dj produttore o beatmaker, detto anche semplicemente ma erroneamente produttore. Dalla semplice selezione e mixaggio dei dischi su cui gli MC realizzavano le proprie performance, la figura del beatmaker ha iniziato un percorso che attraverso le drum machine ed i campionatori, sino alle moderne tecnologie legate soprattutto ai software musicali, lo ha portato a diventare a tutti gli effetti una delle componenti principali della musica hip hop e più in generale della musica black,
anche se questo tipo di figura non si può assimilare in realtà a quella del "produttore discografico" in quanto quest'ultimo è molto più assimilabile alla figura dell'"Arrangiatore", cioè colui che genera l'arrangiamento musicale del brano.
Dalle composizioni a base di suoni elettronici di Afrika Bambaataa, passando per il g-funk e il suono West Coast hip hop di Dr Dre, per il campionamento di brani jazz e soul di Kanye West, fino alle moderne basi morbide e "ruffiane", il beatmaking è diventato mestiere molto ricercato ed importante alla pari di quello svolto da un compositore di colonne sonore nei grandi film del passato. Il beatmaking, con la contaminazione di molti generi black con l'hip hop, e la crescita esponenziale che quest'ultimo ha avuto nelle classifiche di gradimento, richiede ormai alti livelli di qualità: nell'esteso panorama della musica pop attuale, il lavoro di beatmaking, con la costruzione di una base gradevole e capace di "rimanere nelle orecchie" decide sempre più spesso la fortuna degli artisti.

## I produttori e la moderna tecnologia di registrazione

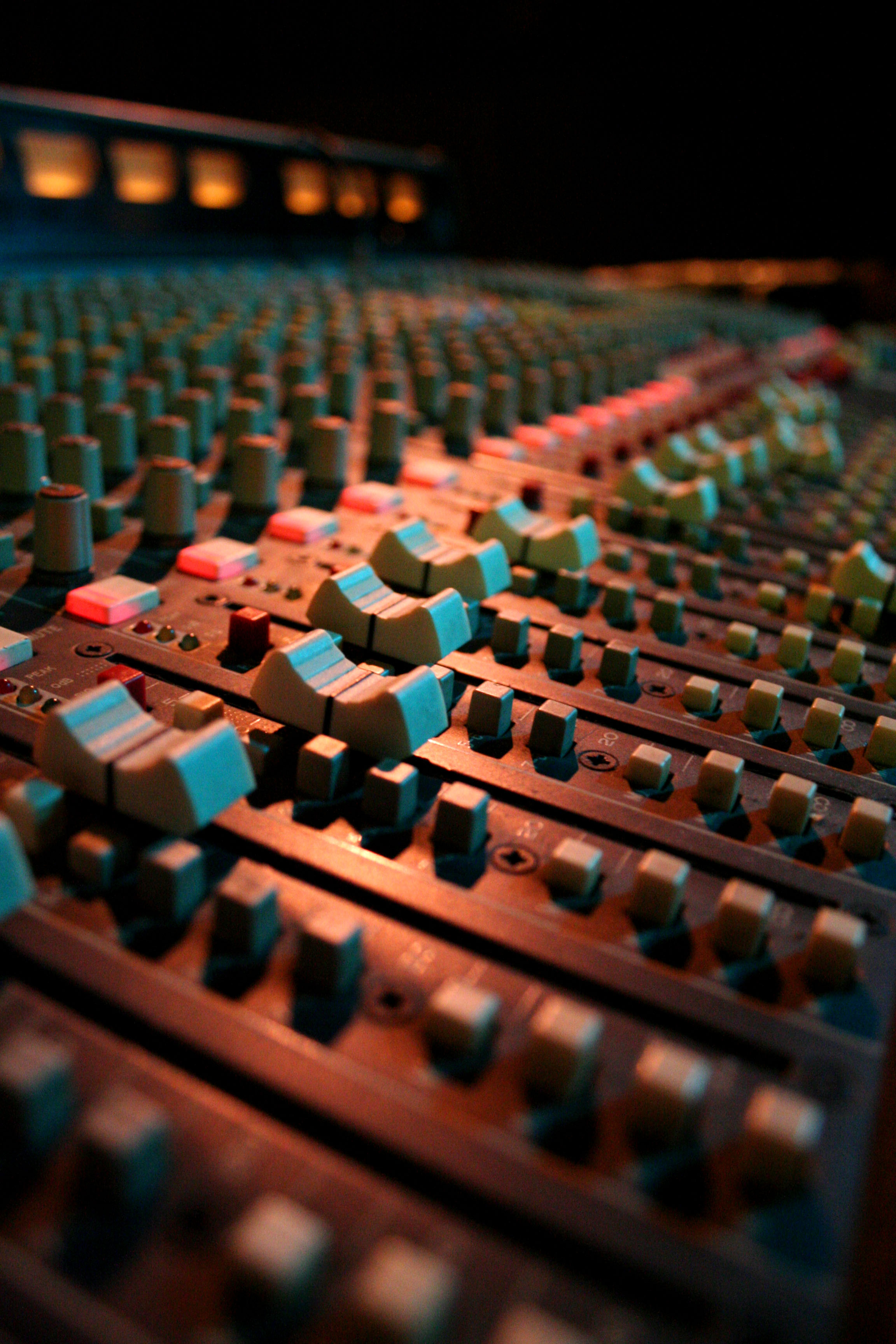
Un mixer

Nella moderna musica elettronica (musica creata con strumentazione elettronica), il produttore è spesso la sola persona coinvolta nella creazione di una produzione musicale, ed è responsabile allo stesso tempo della scrittura, della realizzazione, della registrazione e dell'arrangiamento del materiale. Il termine "producer" non è sinonimo di "musicista" in questo campo. Questo cambiamento è stato causato anche dalla proliferazione di software di produzione che consentono la realizzazione per intero di tracce anche attraverso semplici PC di casa o laptop, eliminando la necessità di interi team di produzione. Popolari software di questo tipo sono Ableton Live, Cakewalk Sonar, Cubase, Nuendo, Reaper, Digital Performer, GarageBand, Logic Pro, FL Studio, Pro Tools, Reason, Sony ACID Pro e Sony Vegas.
Con l'avvento degli equipaggiamenti portatili per la registrazione, la produzione di album live è decisamente diventata meno costosa. Questo ha portato alla pubblicazione di numerosi album live: tra i più famosi produttori di concerti live vi sono Guy Charbonneau, Randy Ezratty, Eddie Kramer, Mark Cavener, Allen Reynolds e Chuck Plotkin.

### Il produttore in studio
Nel corso degli anni, il ruolo del produttore e della produzione musicale è cambiato, grazie alle nuove tecnologie. Nonostante tutto, però, i produttori sono tuttora considerati una sorta di tuttofare, viste le conoscenze richieste dal loro ruolo professionale, nei confronti delle fasi di registrazione.

### Pre-produzione
La pre-produzione è la fase preliminare che precede la registrazione di una traccia o di un album. Molti produttori cominciano a lavorare in questa fase, che include il processo di songwriting e di arrangiamento. Durante la fase di songwriting, il produttore ricopre perlopiù il ruolo di critico, senza partecipare alla scrittura effettiva.
La pre-produzione include l’esecuzione della traccia con la band, per notare eventuali punti che non funzionano e decidere se lasciare le parti poco convincenti o se tagliarle. Il produttore ascolta la traccia e propone i suoi suggerimenti in merito ai cambiamenti da eseguire nell’arrangiamento o nella strumentazione (ad esempio, optare per un contrabbasso anziché per un basso elettrico per una traccia rockabilly). In alcuni casi, la pre-produzione può includere la registrazione delle tracce, in modo da poter consentire sia al produttore che alla band stessa di ascoltare la canzone finita, l’arrangiamento e la qualità finale. Dalla pre-produzione registrata, band e produttore possono decidere di apportare delle modifiche.

### Tracking
Per tracking si intende la registrazione dell’audio in un DAW (Digital Audio Workstation) o, in alcuni casi, su nastro. Il monitoraggio del tracking audio è responsabilità dell’ingegnere audio. I produttori, in questa fase, lavorano fianco a fianco con gli artisti impegnati a eseguire le proprie parti, istruendoli su come migliorare l’esecuzione e la precisione tecnica (per esempio l’intonazione). In alcuni casi, il produttore può suonare uno strumento o eseguire un controcanto.

### Post-produzione
Quando si parla di post-produzione si fa riferimento, genericamente, alla fase di mixing. Questa fase segue quella di tracking e vede l’artista molto meno coinvolto rispetto alle precedenti. Solitamente, la post-produzione ha inizio con lo spostamento dei file audio per la disposizione finale e col taglio dei file audio che non sono più necessari. Successivamente, l’ingegnere audio applica degli effetti per creare il sound desiderato attraverso il DAW (Digital Audio Workstation). La fase successiva è quella del mastering, con la quale termina anche il ruolo del produttore nel progetto.